# Mural Milada
Mural Milada je dílo umělkyně Toy Box, které bylo odhaleno dne 29. května 2025 při příležitosti 75. výročí justiční vraždy této političky. Dílo bylo vytvořeno na bočním průčelí domu Milady Horákové 690/4 v Praze 7 - Holešovicích. Mural vznikl díky spolupráci městské části Praha 7, festivalu Urban Pictus, firmy Primalex, která darovala potřebné barvy. Společnost praguesirens poskytla průčelí svého domu a je rovněž finančním garantem projektu.
Součástí díla je citát Milady Horákové v češtině a angličtině:
| „ | Choď světem s očima otevřenýma a poslouchej nejen své bolesti a zájmy, ale i bolesti, zájmy a tužby těch ostatních. | “ |